# 比叡の風
「比叡の風」（ひえいのかぜ）は、北島三郎のシングル。2009年6月5日に日本クラウンから発売された。

## 概要
本作で第51回日本レコード大賞作詩賞を受賞した。

## 収録曲
1. 比叡の風 [5:11]
作詞：いではく、作曲：遠藤実、編曲：庄司龍
2. 大器堂々 [4:57]
作詞：いではく、作曲：原譲二、編曲：丸山雅仁
3. 比叡の風　オリジナル・カラオケ
4. 大器堂々　オリジナル・カラオケ